# Фернан Гольвек
Ферна́н Гольве́к (фр. Fernand Holweck; 21 липня 1890, Париж — 24 грудня 1941, Париж) — французький фізик, який зробив важливий внесок у галузях вакуумних технологій, електромагнітного випромінювання та гравітації. Учасник французького Руху Опору.

## Життєпис
Гольвек народився 21 липня 1890 року в сім'ї з регіону Ельзас, яка вирішила залишитися французами після закінчення франко-прусської війни 1870-1971 років. Він навчався у Вищій школі промислової фізики і хімії міста Париж (ESPCI), яку закінчив з відзнакою з інженерної фізики та став особистим асистентом Марії Кюрі. Під час військової служби він працював під керівництвом піонера бездротового телеграфу Гюстава-Огюста Ферріє на радіостанції Ейфелевої вежі, а до 1914 року отримав свій перший патент, що стосувався термоемісійних трубок.
Під час Першої світової війни, у 1914—1918 роках, він спочатку служив на фронті, працюючи над методами виявлення ворожих радіосигналів, а пізніше у військово-морському дослідницькому центрі в Тулоні, працюючи під керівництвом Поля Ланжевена над ультразвуковим зондуванням. Демобілізувавшись у 1919 році, Гольвек відновив свою роботу в Інституті радію, здобувши докторський ступінь у 1922 році та згодом ставши директором з досліджень у CNRS (Французькому національному центрі наукових досліджень) у 1938 році.

## Наукові здобутки
У своїй докторській дисертації Гольвек описав фундаментальне дослідження м'яких рентгенівських променів, тієї частини спектру електромагнітного випромінювання, яка знаходиться між рентгенівськими променями та далеким ультрафіолетовим випромінюванням. Для полегшення своїх експериментальних досліджень він винайшов і запатентував у 1925 році новий різновид молекулярного вакуумного насоса, який пізніше став відомим як «насос Гольвека». Відомий французький виробник наукових приладів Шарль Бодуен згодом виготовив цей насос, принцип роботи якого базувався на взаємодії молекул повітря з обертовою поверхнею, створював вакуум до однієї мільйонної сантиметра ртутного стовпа. Наприкінці 1920-х років Гольвек був одним із піонерів телебачення, зробивши значні досягнення у фокусуванні електронів та оптиці. Інші важливі винаходи включали високочутливий і портативний гравіметричний маятник, який використовувався під час розвідки нафти та корисних копалин, а також широко використовувану рентгенівську трубку. Серед останніх значних внесків Гольвека була рання і важлива стаття про біологічний вплив радіації, написана у співпраці з Сальвадором Лурія та Е. Воллманом.

## Участь в Русі Опору
На початку Другої світової війни Гольвек став технічним радником прем'єр-міністра Франції Поля Рейно. Він також працював зі відомим піонером авіації та письменником Антуаном де Сент-Екзюпері над вирішенням практичних проблем експлуатації літаків. Під час німецької окупації Франції Гольвек був активним членом французького Руху Опору, допомагаючи британським льотчикам та агентам. Він створив команду, яка виготовляла підроблені документи, що посвідчували особу, щоб дозволити людям перетинати лінію розмежування. На той час він був у списку з 32 відомих французьких вчених, яких Луї Рапкін та Анрі Лож'є мали намір врятувати, запросивши їх до Сполучених Штатів. Ця операція отримала підтримку від Фонду Рокфеллера, а уряд Віші надав перепустки, однак Гольвек не відгукнувся на це запрошення. За доносом сумнозвісного сусіда-зрадника, він 11 грудня 1941 року був заарештований, а пізніше підданий тортурам та вбитий Гестапо.

## Нагороди
- Prix Louis-Ancel[fr] (1922)
- премія Альбера I Монакського (1936) Французької академії наук

## Вшанування пам'яті
У роки після закінчення Другої світової війни провели декілька урочистостей, присвячених науці та особистій пожертві Гольвека. Члени Лондонського товариства фізиків та інші зібрали кошти, щоб започаткувати у 1945 році премію Гольвека, яка щороку почергово вручалася французьким та британським фізикам. Пізніше Французьке фізичне товариство (SFP) додало медаль, спочатку бронзову, а тепер золоту.
Також у 1945 році лекційну аудиторію в ESPCI назвали на честь науковця.
6 вересня 1946 року родині Гольвека вручено диплом від Сполученого Королівства та Сполучених Штатів Америки за допомогу, надану під час втечі союзних льотчиків з окупованої Франції.
У Парижі на честь Гольвека 1986 року названо вулицю, а у 1988 році — технічний ліцей (середню школу).